# Activos Digitales Humanos

Los activos digitales son considerados recursos que existen de forma digitalizada y que alguien puede poseer, o que representa contenido que alguien puede poseer y, por tanto, tienen asociado un derecho para su uso. Bajo este concepto se considera una extensa gama de recursos que abarcan elementos almacenados en dispositivos, usb o archivos online, fotografías, documentos de Word / Excel, ppt, videos, criptomonedas, correos electrónicos, mensajes instantáneos, software, cualquier cuenta de correo electrónico, (el nombre de usuario elegido), redes sociales, archivos de intercambio de fotos, sitios web y nombres de dominio. 
Los activos digitales solo son accesibles con un programa adecuado, y ser almacenados en un dispositivo físico habilitado para ser contenedor o en la nube para lo cual es imprescindible tener acceso a internet, y en la mayoría de casos un perfil de usuario, o cuenta de mail, que permita constatar la propiedad.

## Identidad Digital
La identidad digital puede ser definida como “...la suma de toda la información disponible digitalmente con respecto a un individuo, independientemente de su grado de validez, su forma o su accesibilidad, que comprende datos directos e inferidos (o indirectos)". Comprende desde nombres de usuario que creamos en cuentas de mail, redes sociales o páginas web, así como los accesos mediante número telefónico vinculado a smartphone que permiten acceder al espacio digital. 
El acceso digital tiene una implicación subsidiaria, no limita a dar acceso a información sino desde el primer momento genera información. Dónde conectamos, qué visitamos, con qué contenido interactuamos, con cuál menos o nada; así como el resultado directo de publicar, valorar o generar una acción que comprende desde aceptar la política de privacidad y cookies a compartir o comentar contenido.

## Activos Digitales Humanos
El referir a Activos Digitales Humanos (ADH, o DHA en inglés por sus siglas de Digital Human Assets), considera que al digitalizarse nuestra existencia, cualquier acción genera una huella de datos digitales que nos pertenecen, en el concepto de haberlos generado, y se asocian a nuestra identidad digital. Al mismo tiempo, a esos datos tenemos un limitado acceso a esta propiedad al ser almacenada en servidores con los cuales como seres individuales no tenemos un control de facto al no responder por lo usual su alojamiento a las fronteras del país.
Los Activos Digitales Humanos tienen otra característica propia del ámbito digital, una vez creados son accedidos por otras personas (post que son comentados cuando no estamos prestando atención y pueden generar diálogos lejos de nuestro control), o con bots, sistemas de inteligencia artificial o machine learning, que supone un porcentaje cercano a la mitad del global en internet.
Ejemplos, como el del post o foto publicado que, siendo de nuestra propiedad al generarlo, tiene una vida digital al margen desde el momento que genera reacciones, comentarios, es copiado (o si es fotografía descargada, editada, etc.), generando una proyección de nuestra identidad digital, diferente a la presencial sobre la cual tenemos mayor control.
El conocimiento, y la educación, acerca de los ADH deviene necesaria, e imprescindible, en un momento que al automatizarse gran parte de procesos en el marco de la IV Revolución Industrial, aspectos como la selección de recursos humanos, la valoración de empresas de salud, seguros médicos, servicios bancarios, depende de los análisis que se realizan desde los datos que hemos generado y están accesibles en el plano físico y digital.
Considerando esta situación, hablaríamos de una gestión necesaria de impactos, y de riesgos psicodigitales, en la medida que la integración del espacio digital con carácter de mayor obligatoriedad expone ante la falta de competencias adecuadas, cometer errores cuyas consecuencias se plasman en el plano físico.